# Portada/article abril 18

## (243) Ida
(243) Ida és un asteroide de la família Coronis del cinturó principal. Va ser descobert el 29 de setembre del 1884 per Johann Palisa i rebé el nom d'una nimfa de la mitologia grega. Posteriors observacions telescòpiques classificaren l'asteroide Ida com un asteroide de tipus S, el tipus més nombrós en el cinturó interior d'asteroides. El 28 d'agost del 1993, Ida va ser visitat per la nau espacial Galileu, amb destinació a Júpiter. Va ser el segon asteroide visitat per una nau espacial i el primer que es va descobrir que tenia un satèl·lit, anomenat Dàctil.
Igual que tots els asteroides del cinturó principal, l'òrbita d'Ida es troba entre els planetes Mart i Júpiter. El seu període orbital és de 4,84 anys, i el seu període de rotació de 4,63 hores. Ida té un diàmetre mitjà de 31,4 quilòmetres. És de forma irregular i allargada.